# Sobór św. Dymitra w Beracie
Sobór św. Dymitra – katedra prawosławna w Beracie. Główna świątynia metropolii Beratu Autokefalicznego Prawosławnego Kościoła Albanii.
Pierwsze plany wzniesienia prawosławnej katedry w Beracie powstały na początku lat 90. XX w., po upadku komunizmu w Albanii. Sobór zbudowano w latach 2002–2014. Uroczystej konsekracji świątyni dokonał 26 października 2014 (w święto patronalne) arcybiskup Tirany i całej Albanii Anastazy, w asyście metropolity Beratu Ignacego i biskupa Amantii Nataniela.